# 木棉花國際
木棉花國際股份有限公司（英語：Muse Communication Co., Ltd.），是在台灣成立的動畫代理行銷公司。

## 概要
- 1987年，康振木成立「木棉花文化事業有限公司」。
- 1997年11月17日，在香港成立「木棉花國際香港有限公司」。
- 富康興業負責授權、經銷實務；鴻聯國際則是影視發行。
- 2013年1月21日，於上海成立「木棉花（上海）动漫有限公司」。
- 2013年5月13日，在中華電信MOD第98頻道開播i-Fun動漫台，所有日本動畫節目皆以原音播出（部分動畫節目有雙語[註 1][註 2]）[1][2]，而該頻道也推出網路電視播放的“i-Fun動漫2台”、“i-Fun動漫3台”。2017年11月1日，i-Fun動漫台於中華電信MOD第98頻道調到第375頻道。
- 2018年8月7日，開始於YouTube上傳動畫。
- 2021年8月27日，第一間門市「銀河指揮部」於ATT e Life一樓開幕[3]，2023年5月8日配合ATT e Life停運也隨之停運[4]。
- 2024年3月，成立「木棉花動漫股份有限公司」，後改回「木棉花國際股份有限公司」。

## 組織架構
台灣
- 木棉花創投股份有限公司
- 木棉花國際股份有限公司

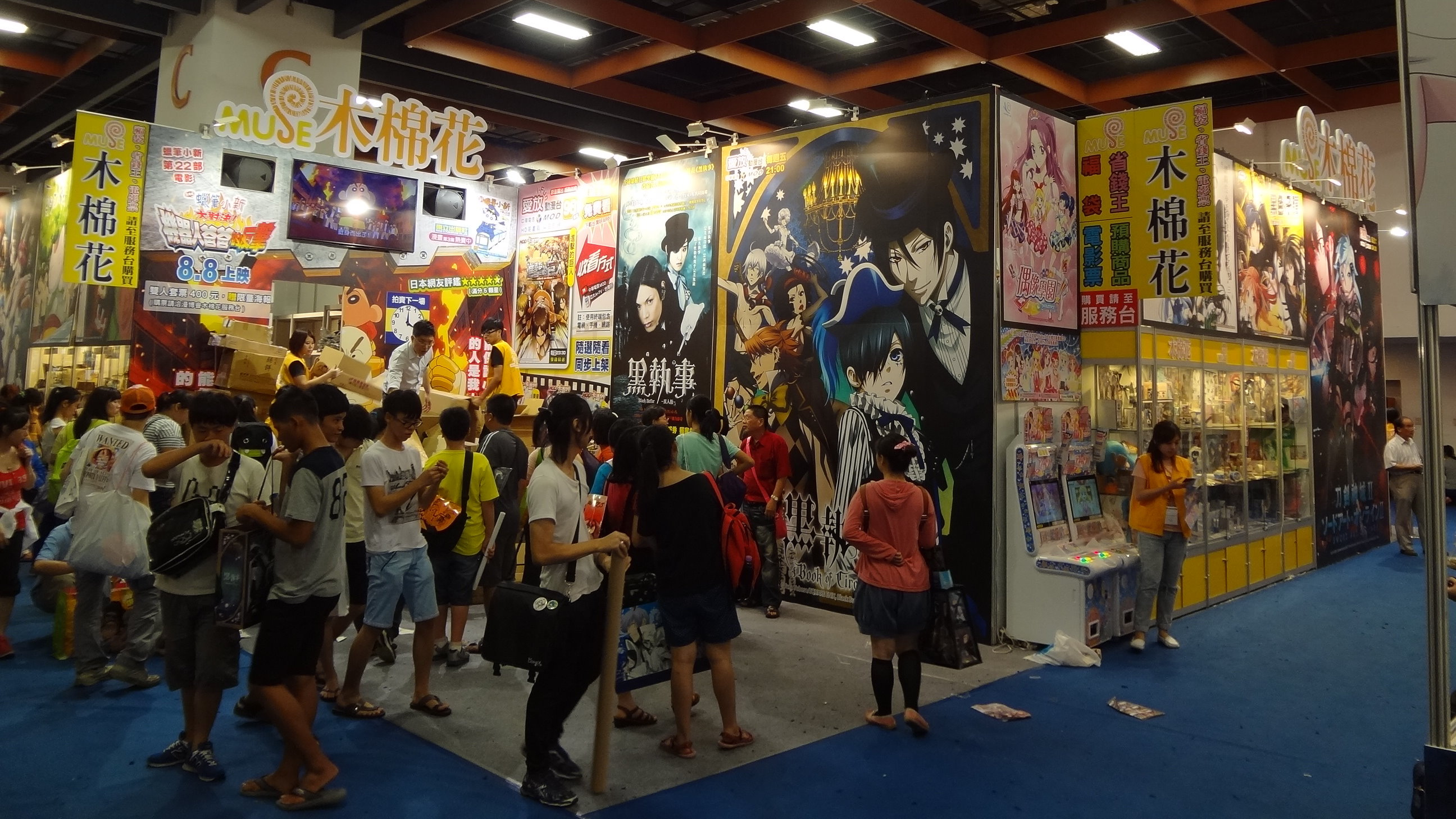
2014動漫展攤位

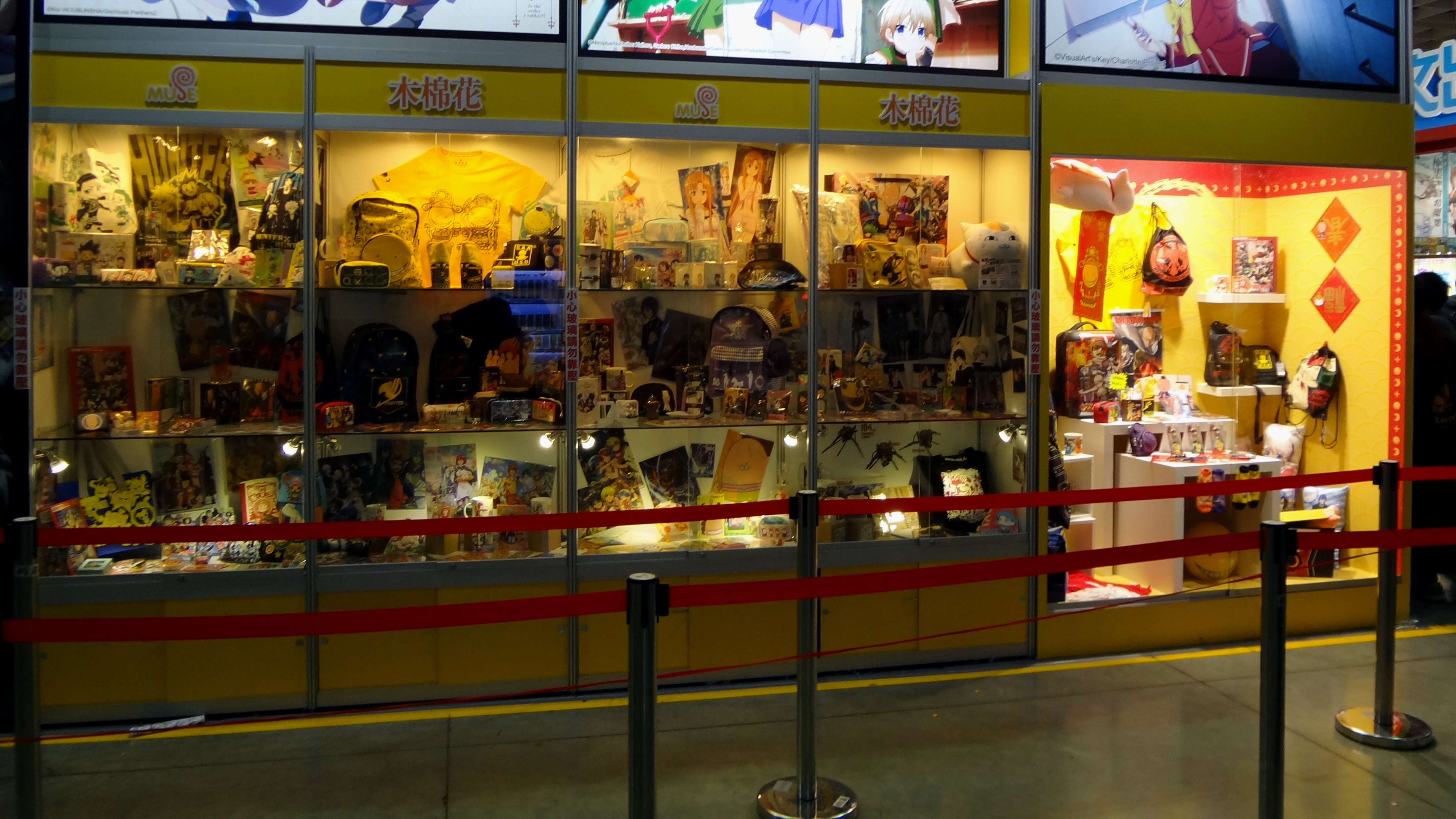
2016動漫展攤位

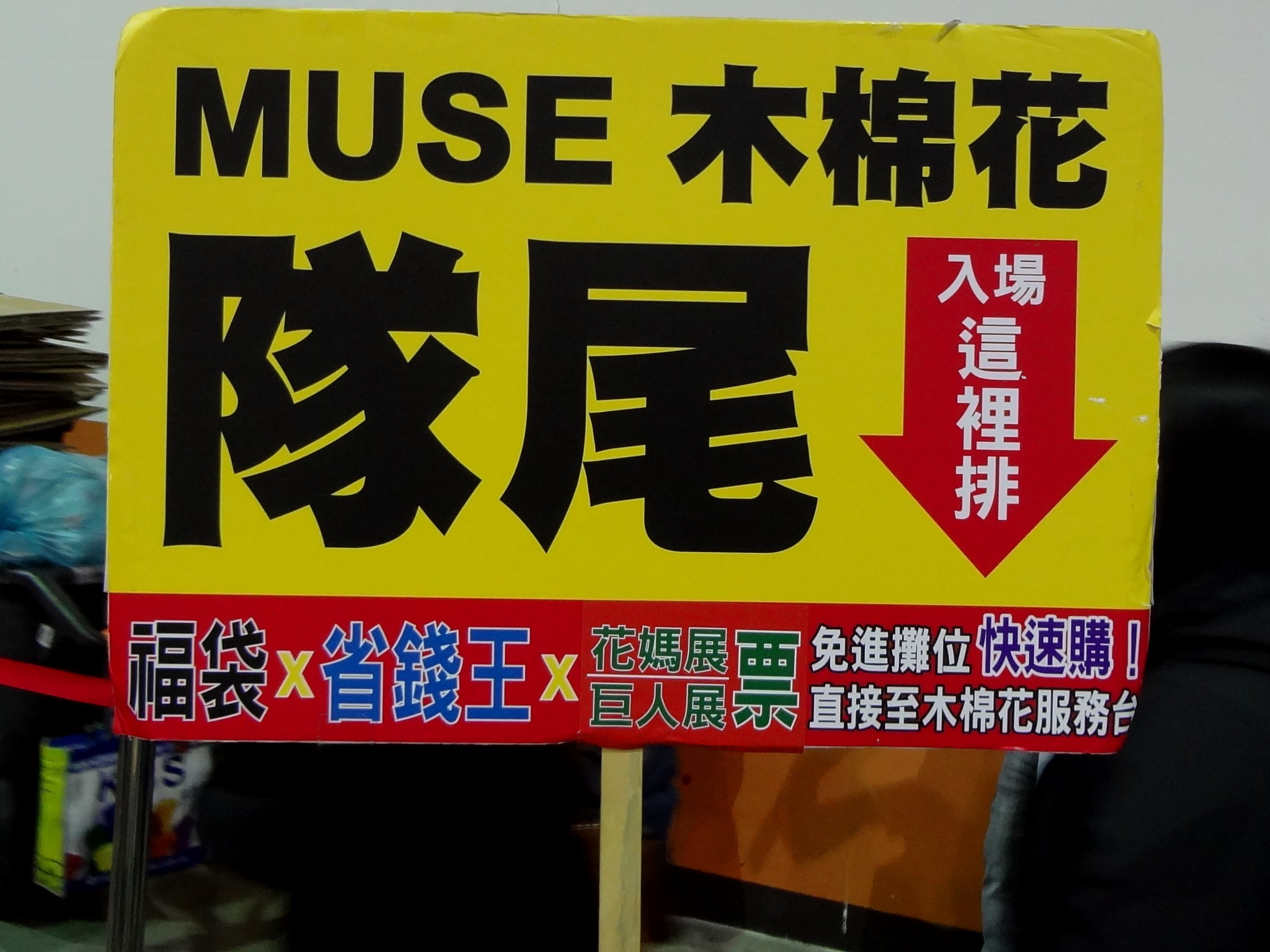
漫博會的福袋領取活動

- 富康興業有限公司（Fukang Enterprise Co., Ltd.）
- 鴻聯國際開發股份有限公司（Eagle International Communication Co., Ltd.）

香港
- 木棉花國際香港有限公司（Muse Communication (H.K.) Limited）
- 動漫工場（Animuse）

上海
- 木棉花（上海）动漫有限公司（Muse Animation (Shanghai) Co., Ltd.）
- 木棉花（上海）文化传媒有限公司（Muse Cultural Media (Shanghai) Co.,Ltd.）

新加坡
- 木棉花新加坡私人有限公司（Muse Communication Singapore）

日本
- 株式會社 MUSE

印尼
- 木棉花國際印尼辦公室

泰國
- 木棉花國際泰國辦公室

越南
- 木棉花國際越南辦公室

## Youtube頻道
| 頻道名稱                                                 | 開設日期(UTC+8) | 服務範圍                                              | 訂閱人數                  | 備註                                         |
| -------------------------------------------------------- | --------------- | ----------------------------------------------------- | ------------------------- | -------------------------------------------- |
| Muse Asia （页面存档备份，存于）                         | 2014年4月24日   | 亞洲地區，面向東盟各國，及 印度、 尼泊尔、 不丹等地區 | 798萬(截至2025年6月21日)  |                                              |
| Muse Asia - Best Anime Collection （页面存档备份，存于） | 2022年12月23日  | 亞洲地區，面向東盟各國，及 印度、 尼泊尔、 不丹等地區 | 18萬(截至2025年6月21日)   |                                              |
| Muse木棉花-亚洲中文台 （页面存档备份，存于）             | 2022年12月23日  | 亞洲地區，面向東盟各國，及 印度、 尼泊尔、 不丹等地區 | 9.28萬(截至2025年6月21日) |                                              |
| Muse木棉花-TW （页面存档备份，存于）                     | 2016年12月20日  | 臺灣                                                  | 238萬(截至2025年6月10日)  |                                              |
| Muse木棉花-闔家歡 （页面存档备份，存于）                 | 2019年6月22日   | 臺灣                                                  | 70.8萬(截至2025年6月10日) | 主要以兒童向、歐美、台灣原創動畫作品為主     |
| Muse木棉花-超級英雄 （页面存档备份，存于）               | 2021年8月10日   | 臺灣                                                  | 5.17萬(截至2025年6月10日) | 主要以特攝作品為主                           |
| Muse木棉花-精選動畫 （页面存档备份，存于）               | 2022年4月25日   | 臺灣                                                  | 9.68萬(截至2025年6月10日) | 動畫全集馬拉松專屬頻道                       |
| Muse木棉花-電影台                                        | 2024年12月19日  | 臺灣                                                  | 1.5萬(截至2025年6月9 日)  |                                              |
| Muse木棉花-HK （页面存档备份，存于）                     | 2018年12月3日   | 香港 · 澳門                                           | 46.4萬(截至2025年6月10日) |                                              |
| Muse Việt Nam                                            | 2019年12月24日  | 越南                                                  | 307萬(截至2025年6月21日)  |                                              |
| Muse Việt Dub （页面存档备份，存于）                     | 2022年10月17日  | 越南                                                  | 3.95萬(截至2025年6月21日) |                                              |
| Muse Việt Nam Anime Collection （页面存档备份，存于）    | 2022年12月23日  | 越南                                                  | 15萬(截至2024年2月28日)   |                                              |
| Muse Malaysia （页面存档备份，存于）                     | 2019年12月24日  | 马来西亚 ·                                            | 79.7萬(截至2025年6月21日) |                                              |
| Muse Thailand （页面存档备份，存于）                     | 2020年6月8日    | 泰國                                                  | 346萬(截至2025年6月21日)  |                                              |
| Muse Thai Dub （页面存档备份，存于）                     | 2022年9月27日   | 泰國                                                  | 72.6萬(截至2025年6月21日) |                                              |
| Muse Indonesia （页面存档备份，存于）                    | 2020年6月11日   | 印度尼西亞                                            | 1060萬(截至2025年6月21日) |                                              |
| Muse ID dub TV （页面存档备份，存于）                    | 2022年10月13日  | 印度尼西亞                                            | 21.7萬(截至2025年6月21日) |                                              |
| Muse ID Best Anime Collection （页面存档备份，存于）     | 2022年12月23日  | 印度尼西亞                                            | 31.3萬(截至2025年6月21日) |                                              |
| Muse Philippines （页面存档备份，存于）                  | 2021年7月22日   | 菲律賓                                                | 89.1萬(截至2025年6月21日) |                                              |
| Muse India （页面存档备份，存于）                        | 2022年3月9日    | 印度                                                  | 174萬(截至2025年6月21日)  |                                              |
| Muse Wonderland （页面存档备份，存于）                   | 2022年9月21日   | 新加坡                                                | 9.51萬(截至2025年6月21日) | 主要以兒童向動畫作品為主                     |
| Muse Korea                                               | 2023年4月21日   |                                                       | N/A                       | 频道已被设置为"私密/停用"(截至2025年6月21日) |

## 外部連結
- 官方网站：台灣、香港